# Крок (печера)
Крок (рос. Крок) — карстова печера в Самаркандській області Узбекистану, на плато Кирктау, східних відрогах Зеравшанського хребта, гірської системи Паміро-Алай. Печера вертикального типу простягання. Загальна протяжність — 220 м. Глибина печери становить 150 м. Категорія складності проходження ходів печери — 2А.